# Операція «Непохитна рішучість»
Операція «Непохитна рішучість» (англ. Operation Inherent Resolve) — поточна військова операція Збройних сил США, що проводиться в контексті військової кампанії низки країн проти Ісламської Держави на території Іраку та Сирії. Операція «Непохитна рішучість» проводиться з червня-вересня 2014 року під командуванням Об'єднаної міжвидової оперативної групи — операція «Непохитна рішучість» (англ. Combined Joint Task Force – Operation Inherent Resolve; CJTF—OIR) у взаємодії з іншими країнами-партнерами по коаліції, з метою перешкодити поширенню терористичної організації «Ісламська Держава».

## Історія

### Передумови
У 2003 році Сполучені Штати, на підставі недосконалих даних розвідки, нібито Ірак під проводом Саддама Хусейна та його Баасиської партії володіє зброєю масового ураження та підтримує зв'язки з терористичною організацією «Аль-Каїда», розпочали суперечливе вторгнення до Іраку. Після завершення активних боїв та капітуляції регулярної іракської армії, розпочався період окупації Іраку Коаліційними силами на чолі з США. Але згодом в Іраку розгорнулася повномасштабна кривава партизанська війна проти контингенту країн, що вторглися до країни, а також між протиборчими рухами. До 2007 року кількість американських військ у Іраку досягла вже 170 тисяч солдатів. До цього часу від 151 000 до 600 000 іракців було вбито або зникло безвісти. 2009 році США оголосили про виведення свого військового компоненту, а до 11 грудня 2011 року вивели більшу частину своїх військ з Іраку. Пізніше утримували 20 000 співробітників у своїх посольствах і консульствах, включаючи десятки морських піхотинців-охоронців американського посольства і приблизно 4500 приватних військових підрядників.
З 2013 року США відновили польоти розвідувальних літальних апаратів над іракською територією для збору розвідувальної інформації щодо активності ісламістських рухів самопроголошеної Ісламської держави Іраку та Леванту.

### Ірак
У червні 2014 року ситуація в Іраку різко загострилася після початку наступу угруповання «Ісламська держава Іраку і Шама» на Мосул, і захоплення ними великої частини міста в ніч з 9 на 10 червня 2014 року. За деякими оцінками, 1300 озброєних бойовиків захопили урядові установи мухафази Найнава, армійські об'єкти і міжнародний Аеропорт Мосул. Приблизно 500 тисяч жителів Мосула втекли з міста. За стислий період різнорідні ісламістські угруповання сунітів, джихадистів, ІДІЛ, набувши бойовий досвід у битвах Сирійської громадянської війни захопили також міста Самарра і Тікрит, загрожуючи захопленням мосульської греблі і Кіркука.
15 червня 2014 року на запрошення іракського уряду Президент США Б.Обама віддав наказ виділити певну групу військовослужбовців ЗС США на підтримку іракських Збройних сил. З цього ж часу почалися регулярні польоти розвідувальної авіації та дронів над захопленою ісламістами територіями північного Іраку. В першу чергу польоти проводилися над Багдадом, де перебувало багато американських військових та цивільних працівників. Наприкінці червня 2014 року загальна чисельність американських військовослужбовців збільшена з 180 до 480, які були спрямовані в основному на захист Міжнародного аеропорту в Багдаді.
На відміну від попередніх військових операцій, що проводилися останні десятиріччя американськими збройними силами, відповідальність за проведення операції щодо протистояння ІДІЛ проводилася Центральним командуванням ЗС США і вона не мала власної назви. Тільки у жовтні 2014 року їй дали назву операція «Непохитна рішучість».
10 жовтня 2014 року для керівництва операцією була сформована Об'єднана міжвидова оперативна група — операція «Непохитна рішучість» (CJTF—OIR), а 21 серпня 2016 року на базі штабу XVIII повітряно-десантного корпусу був розгорнутий оперативний штаб керівництва операцією.

### Сирія
22 вересня 2014 року прес-секретар Пентагона контр-адмірал Джон Кірбі підтвердив інформацію, що США разом зі своїми країнами-партнерами по коаліції розпочали активну протидію агресії бойовиків Ісламської держави, завдавши повітряних ударів по важливих цілях на території Сирії. Американські Повітряні сили застосовували винищувачі, бомбардувальники та ракети «Томагавк» у авторизованій Президентом Б.Обама зоні. Бахрейн, Йорданія, Катар, Саудівська Аравія та ОАЕ підтримали або взяли участь у завданні першого повітряного удару по 20 цілях бойовиків.
При проведенні операції вперше, після прийняття на озброєння в 2005 році, в бою були застосовані винищувачі п'ятого покоління F-22 «Раптор».
Починаючи з цього часу, збройні сили США ведуть активну боротьбу проти Ісламської Держави. Паралельно вживаються політичні та дипломатичні заходи щодо створення коаліції держав для протидії розповсюдженню ісламського радикалізму. 5, 15 вересня та 3 грудня 2014 року проведені конференції з безпеки з країнами світу, найбільшу підтримку Сполучені Штаті здобули від керівництва Великої Британії, Франції, Італії, Німеччини, Канади, Туреччини та Данії. 5 вересня була прийнята резолюція про підтримку сил, що протистоять ІДІЛ у Іраку та в Сирії. 3 грудня до цього рішення приєдналися 60 країн світу.